# 漫威對決
《漫威對決》是网易与漫威娱乐合作开发的一款免費遊玩交換卡片手机遊戲，於2020年3月19日開啟內測，2020年7月31日在泰国、印度尼西亚、菲律宾和马来西亚推出，10月23日在台湾上线，2021年9月28日在中華人民共和國正式上線。該遊戲運行於Android和IOS等設備上，玩家通過代表漫威宇宙角色的卡片相互战斗。这款游戏仅在部分国家/地区（中华人民共和国、泰国、印度尼西亚、菲律宾、马来西亚、新加坡、中華民國、香港和澳門）推出。
2022年7月1日，有玩家指控《漫威对决》未正式上线的战棋模式疑似抄襲中國独立游戏《弈仙牌》以及《杀戮尖塔》。《弈仙牌》的開發商墨日工作室同樣認為《漫威对决》的战棋模式確實與《弈仙牌》過於相似。

## 外部鏈接
- 官方网站